# Buddbyn (norra delen)
Buddbyn (norra delen) är en av SCB avgränsad och namnsatt småort strax norr om Buddbyn i Överluleå distrikt (Överluleå socken) i Bodens kommun, Norrbottens län (Norrbotten). Vid 2015 års avgränsning avregistrerades den som småort men vid avgränsningen 2020 klassades den åter som småort.